# Helle (Orke)

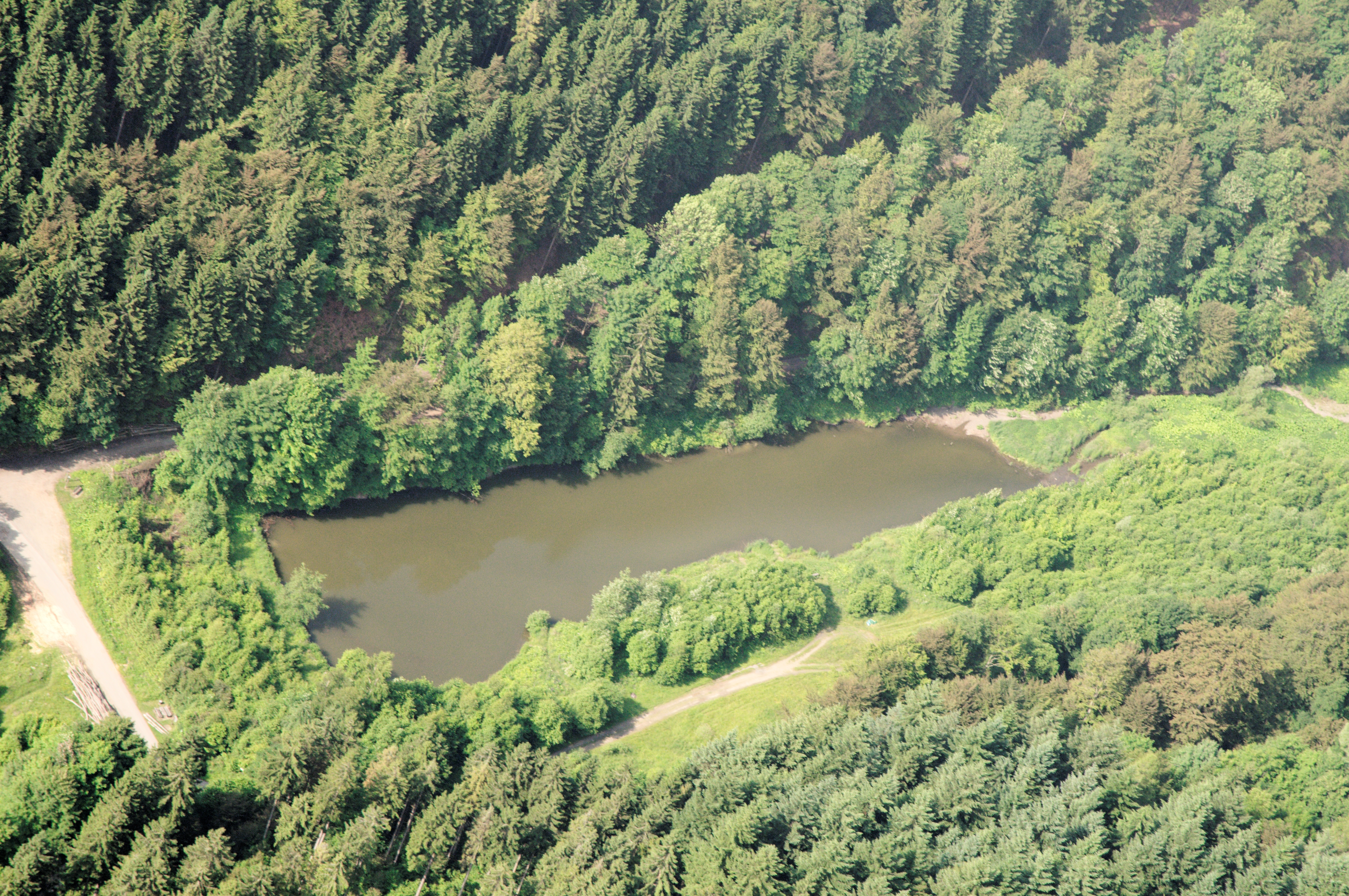
Der östlich von Winterberg gelegene Bodensee wird von der Helle gespeist.

Die Helle ist ein etwa 3,7 km langer, westlicher und orographisch rechter Zufluss der Orke im Nordostteil des Rothaargebirges in Nordrhein-Westfalen (Deutschland).

## Verlauf
Die Helle entspringt westlich des Zentrums der Winterberger Kernstadt. Ihre Quelle liegt in einem Wohngebiet zwischen dem Herrlohtunnel im Westsüdwesten und einer westlich der Winterberger Altstadt gelegenen, kleinen Parkanlage im Ostnordosten.
Die Helle fließt – in Winterberg teils unterirdisch – kurz nach ihrer Quelle durch die vorgenannte Parkanlage, in der ein kleiner Teich liegt. Dann passiert sie – nach Unterqueren der Bundesstraße 236 – die Altstadt nördlich und verläuft danach durch den Park In der Helle mit dem Naturschutzgebiet Schluchtwald Helle. Dort nimmt sie linksseitig den aus einem Schluchttal kommenden Großen Siepen auf, welcher sich in vielen kleinen Wasserfällen in das Helletal ergießt. Fortan fließt sie innerhalb des Naturschutzgebiets in östlicher Richtung durch das steile Helletal, wo sie zum kleinen etwa 290 Meter langen und bis zu 50 m breiten Bodensee aufgestaut wird. Etwas unterhalb vom Bodensee mündet rechtsseitig noch ein kleiner Zufluss ein. Kurz danach verlässt sie das Waldgebiet und verläuft durch ein offenes Wiesental.
Schließlich mündet die Helle, ein paar hundert Meter nach Zufließen eines anderen linksseitigen Zuflusses, knapp oberhalb einer Kläranlage in die von Elkeringhausen kommenden Eder-Zufluss Orke.

## Einzugsgebiet und Zuflüsse
Das Einzugsgebiet der Helle ist 3,891 km² groß. Sie hat mehrere kleine Zuflüsse, die jedoch bis auf den aus einem Schluchttal kommenden Zufluss Großen Siepen, namenlos sind und meistens nur während der Schneeschmelze oder nach starken Regenfällen Wasser führen.

## Wissenswertes
Bis zu dem Bau des St.-Franziskus-Hospital im Jahre 1888 entsprang die Helle noch südlich der Altstadt am Kreuzberg. Sie wurde jedoch dann teils unterirdisch an der Altstadt vorbei geleitet. In einigen Häusern gibt es heute noch Brunnen, die das Wasser sammeln.

## Wasserscheide
Das Quellgebiet der Helle befindet sich auf der Rhein-Weser-Wasserscheide: Während das Wasser der Helle über die Orke in Richtung Südosten in die Eder und Fulda zur Weser fließt, strebt das Wasser, welches zirka 800 m weiter westlich entspringt, den Weg über die Namenlose, Neger und Ruhr in den Rhein.

## Natur, Umwelt, Fauna
Der noch offene Lauf der Helle liegt im 58 ha großen Naturschutzgebiet „Schluchtwald Helle“. Das gesamte Naturschutzgebiet ist auch Teil des in der Abgrenzung identischen FFH-Gebiets „Schluchtwald Helle bei Winterberg“, in dem viele seltene Pflanzen und Tiere der Roten Liste vorkommen. Bei den Waldbeständen handelt es sich um Hainsimsen-Buchenwald, Silberblatt-Ahorn-Schluchtwald und Hangschuttwald. In den Waldbeständen finden sich mehrere Meter hohe Felsklippen, und dort sorgen eine Vielzahl von Quellen und Rinnsalen für eine reiche Strukturierung. Im Naturschutzgebiet gibt es ausgedehnte Feucht- und Nasswiesen. Inzwischen haben die Nordrhein-Westfalen-Stiftung und das Land Nordrhein-Westfalen größere Flächen im Naturschutzgebiet auf Antrag des Vereins für Natur- und Vogelschutz im Hochsauerlandkreis angekauft. Die Flächen der Stiftung und des Landes werden extensiv nach Vorgaben des Kultur-Landschafts-Pflege-Programms des Hochsauerlandkreises bewirtschaftet.
In den Waldbeständen des NSG kommen mehrere Spechtarten, darunter der Grauspecht, vor. Am Bach ist die Wasseramsel zu finden. Der Schwarzstorch, welcher in den südöstlich angrenzenden Wäldern des Glindfelder Forstes brütet, ist häufiger Nahrungsgast am Bach. Die bis Anfang der 1990er Jahre vorkommenden Arten Bekassine, Braunkehlchen und Wiesenpieper sind im Naturschutzgebiet ausgestorben.

## Wandern
Die in Winterberg teilweise kanalisiert-unterirdisch verlaufende Helle wird in Innenstadtnähe zwischen den Straßen Im Hohlen Seifen und Bahnhofstraße je einmal vom Rothaarsteig überquert. Unterhalb der Ortschaft führt durch Teile des Helletals der 4,1 km lange Schluchten- und Brückenpfad, der auf 11 Brücken die Helle und ihre Zuflüsse überquert und zudem rund um den Bodensee verläuft.